# William Porterfield
William Thomas Stuart Porterfield (nacido el 6 de septiembre de 1984) es un jugador de críquet irlandés.

## Carrera internacional
Porterfield hizo su debut en el cricket de primera clase el 17 de mayo de 2006, con Irlanda contra Namibia en la Copa Intercontinental ICC 2006-07.
El 10 de julio de 2020, Porterfield fue nombrado en el equipo de 21 hombres de Irlanda para viajar a Inglaterra para comenzar a entrenar a puerta cerrada para la serie ODI contra el equipo de cricket de Inglaterra.